# Manfredo do Carmo

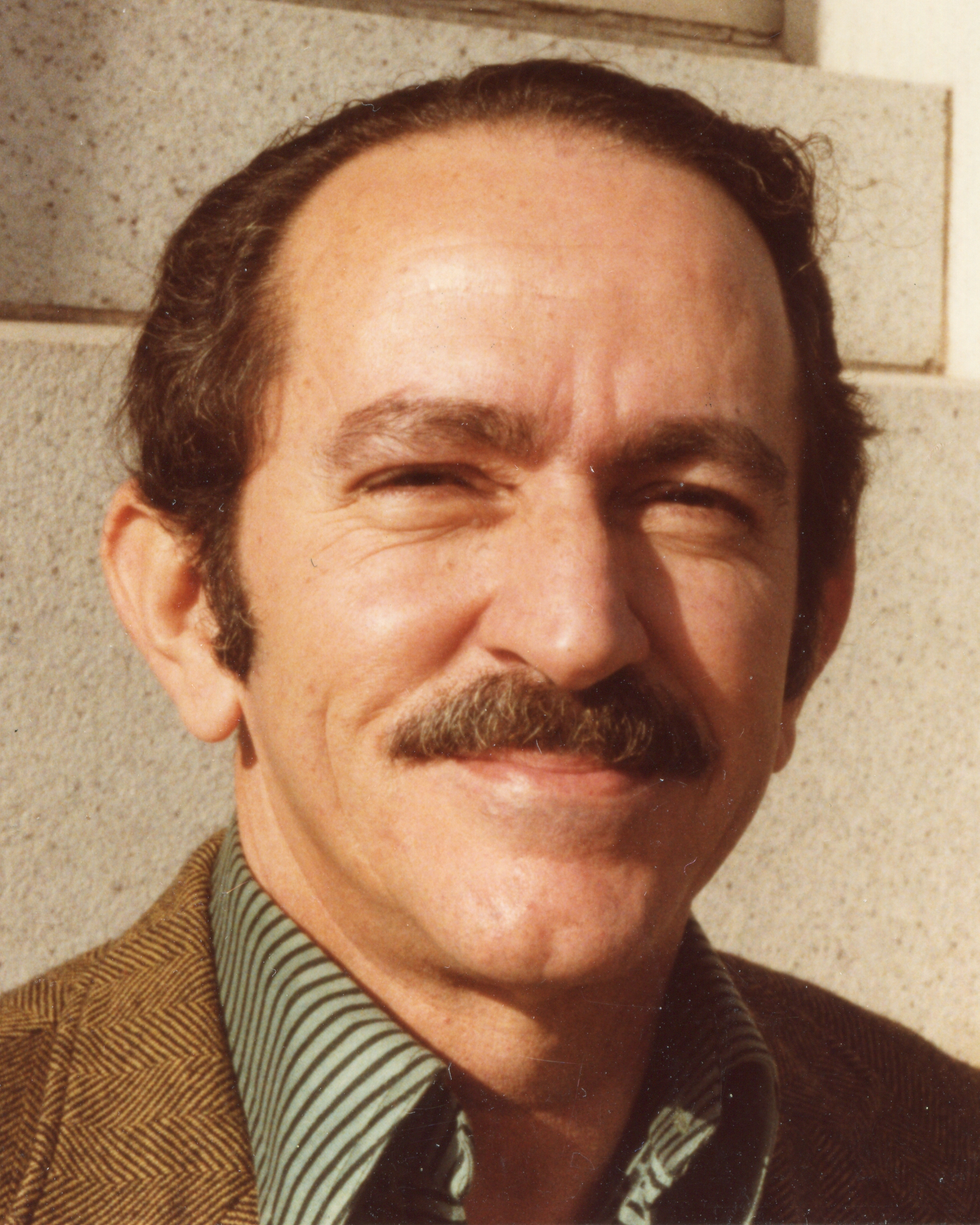
Manfredo do Carmo, 1979

Manfredo Perdigão do Carmo (* 15. August 1928 in Maceió, Alagoas, Brasilien; † 30. April 2018 in Rio de Janeiro, Brasilien) war ein brasilianischer Mathematiker, der sich mit Differentialgeometrie befasste.

## Leben
Manfredo do Carmo absolvierte ein Ingenieurstudium an der Universität Recife und wurde 1963 bei S. S. Chern an der University of California, Berkeley in Mathematik promoviert (The Cohomology Ring of certain Kaehlerian Manifolds). Er lehrte an der Universität Recife und der Universität von Brasília. Seit 1966 war er Professor am Institut für Reine und Angewandte Mathematik (Instituto de Matemática Pura e Aplicada; IMPA) in Rio de Janeiro. Er war Gastwissenschaftler an der Universität von Ceará in Fortaleza in Brasilien und in Berkeley.

## Wirken
Er forschte über Riemannsche Mannigfaltigkeiten, Topologie von Mannigfaltigkeiten, Starrheit und Konvexität isometrischer Immersionen, Stabilität und Morse-Index von Minimalflächen, Stabilität von Hyperflächen, Isoperimetrische Probleme, minimale Untermannigfaltigkeiten einer Kugel, Mannigfaltigkeiten konstanter mittlerer Krümmung und verschwindender skalarer Krümmung.
Do Carmo war für verschiedene Lehrbücher zur Differentialgeometrie bekannt.
1965 und 1968 war er Guggenheim Fellow. Er war Mitglied der Brasilianischen Akademie der Wissenschaften und der Academy of Sciences of the Developing World (TWAS), deren Mathematikpreis er 2002 erhielt. Er erhielt den nationalen brasilianischen Preis für Wissenschaft und Technologie des CNPq (Conselho Nacional de Desenvolvimento Científico e Tecnológico), den Ordem Nacional do Mérito Cientifico (1995) und den Ehrendoktor der Universität von Alagoas (1991). Er war Fellow der American Mathematical Society.
1978 war er Invited Speaker auf dem Internationalen Mathematikerkongress in Helsinki (Minimal surfaces: stability and finiteness).

## Schriften
- Differential Geometry of Curves and Surfaces, Prentice-Hall 1976
  - Deutsche Ausgabe: Differentialgeometrie von Kurven und Flächen, Vieweg, 3. Auflage 1993
- Riemannian Geometry, Birkhäuser 1992
- Differential forms and applications, Springer Verlag, Universitext, 1994
- Selected Papers (Keti Tenenblat, Hrsg.), Springer Verlag 2012